# Скалдин, Юрий Дмитриевич
Ю́рий Дми́триевич Скалди́н (1891—1951) — русский художник, младший брат писателя Алексея Скалдина. Работая в издательстве «Время» и позднее, был в том числе бессменным иллюстратором всех научно-популярных книг Я. И. Перельмана. Его иллюстрации по-прежнему остаются во всех переизданиях, как сохраняющие колорит времени написания книг, так и талантливо показывающие сложные научные явления и опыты.
В 1920-х и 1930-х годах проиллюстрировал целый ряд других научных и научно-популярных изданий. В поздний период творчества подписывал свои работы именем Георгий, а не Юрий, поэтому порой упоминается как Юрий (Георгий) Дмитриевич Скалдин.
Несмотря на большую популярность самой серии научно-популярных книг Я. И. Перельмана, как в СССР, так и за его пределами, имя иллюстрировавшего их Скалдина оставалось малоизвестным. В 1998 году научный ежегодник лишь кратко упоминает его в контексте более известного брата, вновь арестованного и погибщего в 1943 году в Карлаге: «младший брат А. Д. Скалдина, малоизвестный художник, работал как книжный график в ленинградских издательствах».
Тем не менее в СССР специалисты уверенно относили его к значимым представителям ленинградской школы художников-иллюстраторов.

## Биография
В достаточно краткой биографической справке не указаны ни точные даты, не места рождения и смерти.
Юрий (Георгий) Дмитриевич Скалдин родился в 1891 году в Костромской губернии, где в это время работал его отец, плотник и столяр. Кроме старшего брата Алексея, были две сестры: Евгения и Валентина. Как и старший брат, окончил церковно-приходскую школу. В конце 1905 года вся семья переехала в Петербург. После переезда продолжил обучение в реальном училище, затем учился на чертёжника. Работал чертёжником, позднее чертёжником-конструктором на петербургских заводах.
В 1912 году был призван в армию, там его застало начало Первой мировой войны. Демобилизован в 1918 году уже из рядов Красной армии.
После демобилизации получил художественное образование, записавшись на курсы рисования и черчения Общества поощрения художеств, после них окончил два курса ПГСХУМ (бывшей Академии художеств). С 1923 года работал как художник, оформляя книги ленинградских издательств. Из них первым стало известное в тот период издательство «Время».
Помимо серий книг Перельмана, Скалдин оформлял многократно переиздававшиеся серийные издания «Занимательная химия» и «Занимательная электротехника» Рюмина, «Занимательная минералогия» Ферсмана и множество других книг издательства «Время». 
Умер в 1951 году.

## Семья
После демобилизации в 1918 году женился на Серафиме Семёновне Акимовой. В браке родилась дочь Христина (1921—1989). Она последовала по стопам отца, став впоследствии известным театральным художником, заслуженным деятелем искусств Карельской АССР.